# Łobez (gemeente)

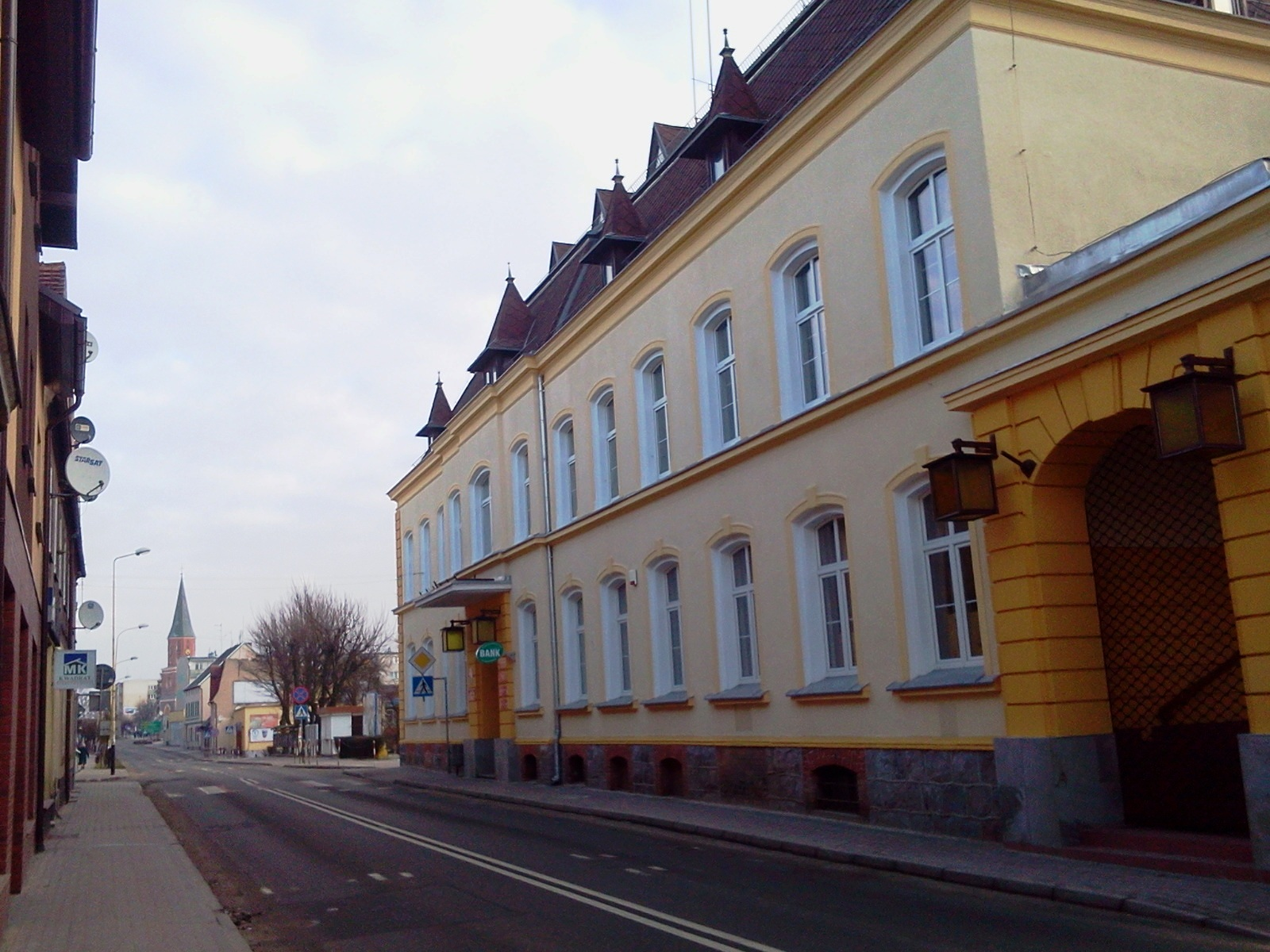
Kantoor van gemeenten en steden

De gemeente Łobez (gmina Łobez) is een stad- en landgemeente met 14.345 inwoners (2014) in de Poolse powiat Łobez in West-Pommeren. Hoofdplaats is de stad Łobez. De gemeente beslaat een oppervlakte van 228 km², 21,4% van de totale oppervlakte van de powiat.
Aangrenzende gemeenten:
- Radowo Małe, Resko en Węgorzyno (powiat Łobez)
- Drawsko Pomorskie (powiat Drawski)
- Brzeżno en Świdwin (powiat Świdwiński)

## Demografie
De gemeente heeft 37,8% van het aantal inwoners van de powiat.

## Plaatsen
- Łobez (Duits Labes, stad sinds 1295)

Administratieve plaatsen (sołectwo) van de gemeente Łobez:
- Bełczna, Bonin, Dalno, Dobieszewo, Grabowo, Karwowo, Klępnica, Łobżany, Meszne, Niegrzebia, Poradz, Prusinowo, Rożnowo Łobeze, Rynowo, Suliszewice, Tarnowo, Unimie, Worowo, Wysiedle, Zagórzyce en Zajezierze.

Overige plaatsen: Budziszcze, Byszewo, Kołdrąb, Polakowo, Pomorzany, Przyborze, Rynowo-Kolonia, Trzeszczyna, Zachełmie, Zakrzyce, Zdzisławice.

## Partnergemeenten
- Affing (Duitsland)
- Kėdainiai (Litouwen)
- Svalovs kummun (Zweden)